# Christian von Riecke
Chritian Heinrich Riecke, ab 1847 von Riecke (* 2. Juli 1802 in Stuttgart; † 15. November 1865 ebenda), war ein württembergischer Verwaltungsjurist und Richter.

## Leben
Riecke war der Sohn des Stuttgarter Stadt- und Amtsphysicus und Medizinprofessors Johann Ludwig Victor von Riecke und ist Spross der württembergischen Familie Riecke.
Er besuchte das Gymnasium in Stuttgart und studierte Rechtswissenschaften in Tübingen. Während seines Studiums wurde er 1820 Mitglied der Burschenschaft Germania Tübingen/Feuerreiter. Er wurde 1827 Rechtsanwalt in Stuttgart und wechselte 1836 als Universitätsamtmann an die Universität Tübingen, von deren Juristischer Fakultät er 1842 die Ehrendoktorwürde (Dr. iur. h.c.) erhielt. Im selben Jahr ging er zurück nach Stuttgart. Dort erhielt er eine Anstellung als Hofdomänen- und Justizrat. Im Jahr 1847 wurde er von König Wilhelm I. von Württemberg mit dem Ritterkreuz des Ordens der Württembergischen Krone ausgezeichnet, womit die Nobilitierung in den persönlichen Adelstand verbunden war. Kurz darauf bekam er zusätzlich die Stellung als Hofrichter übertragen.
Riecke wurde später Mitglied des Oberhofrates des Königs von Württemberg und 1864 zum Hofkammerdirektor der Württembergischen Hofkammer ernannt.

## Werke
- Das württembergische Landrecht vom 1. Juni 1610, Metzler, Stuttgart 1842.
- In der Reihe Vollständige, historisch und kritisch bearbeitete Sammlung der württembergischen Gesetze, herausgegeben von  August Ludwig Reyscher: Sammlung der württembergischen Gerichts-Gesetze,
  - Band 4, Theil 1: Enthaltend die erste Reihe der Gerichts-Gesetze vom Jahre 1298 bis zum Jahre 1608, Cotta, Stuttgart und Tübingen 1831.
  - Band 5, Theil 2: Enthaltend die zweite Reihe der Gerichts-Gesetze vom Jahre 1608 bis zum Jahre 1654, Cotta, Stuttgart und Tübingen 1832.
  - Band 6, Theil 3: Enthaltend die dritte Reihe der Gerichts-Gesetze vom Jahre 1654 bis zum Jahre 1805, Cotta, Stuttgart und Tübingen 1835.
- Vierzig Urkunden zur Geschichte der Familie Riecke in Württemberg 1679–1787, Metzler, Stuttgart 1859.